# 전라북도체
전라북도체는 전북특별자치도에서 공개한 트루타입 글꼴이다. 2009년 전북특별자치도 심벌마크 변경 이전의 서체다.